# داء الشعيات
داء الشعيات أو مرض الحارش أو أمراض الأكتينومايسيتات هو مرض بكتيري معدٍ تسببه أنواع مختلفة من الشعيّة مثل الشعية الإسرائيلية أو الشعية الجرنسيرية. يمكن أيضًا أن يكون بسبب بروبيوني بكتيريوم بروبيونيكوس، ومن المرجح أن تكون عدوى هوائية لاهوائية متعددة المكروبات.

## معرض صور

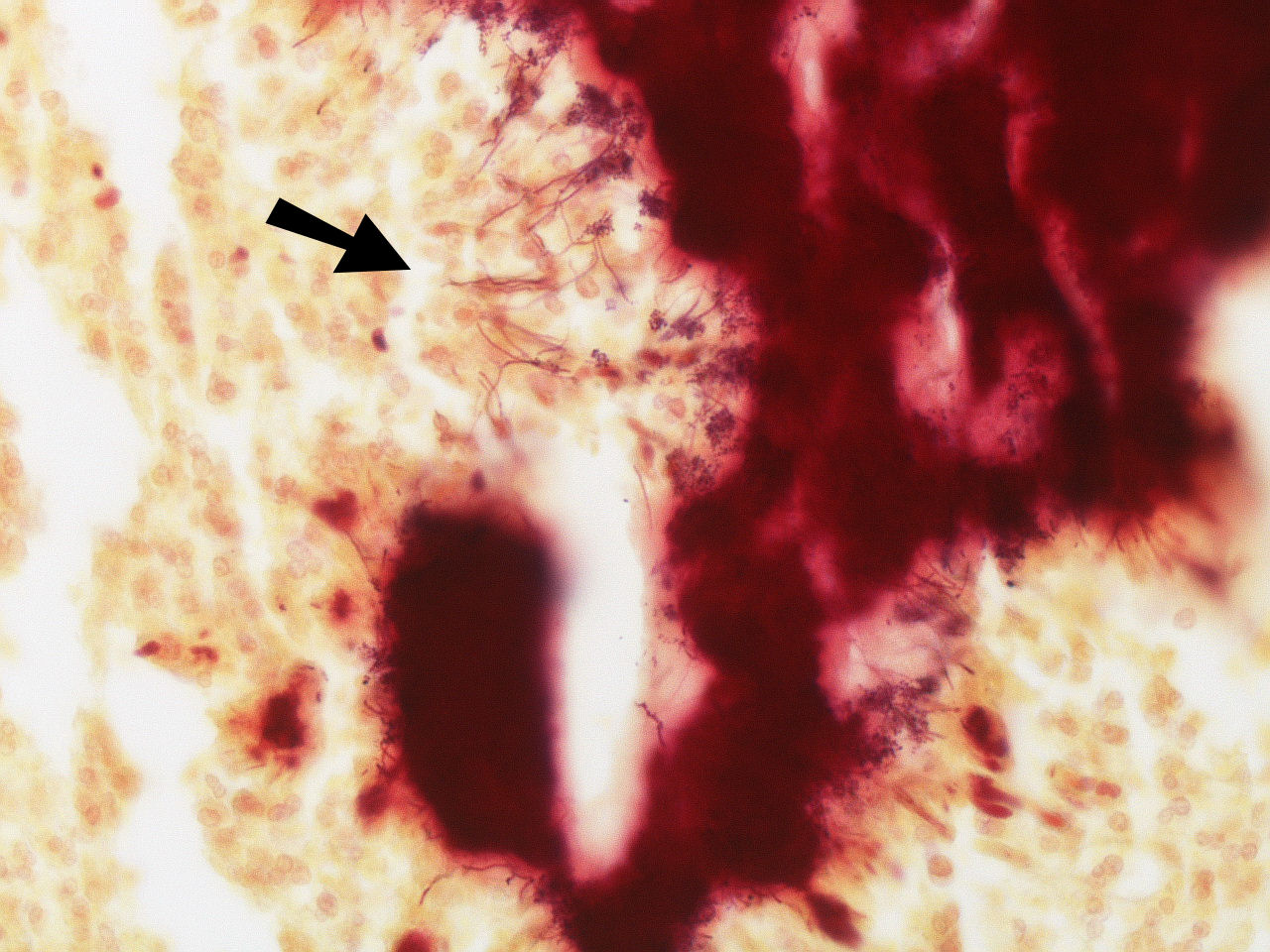
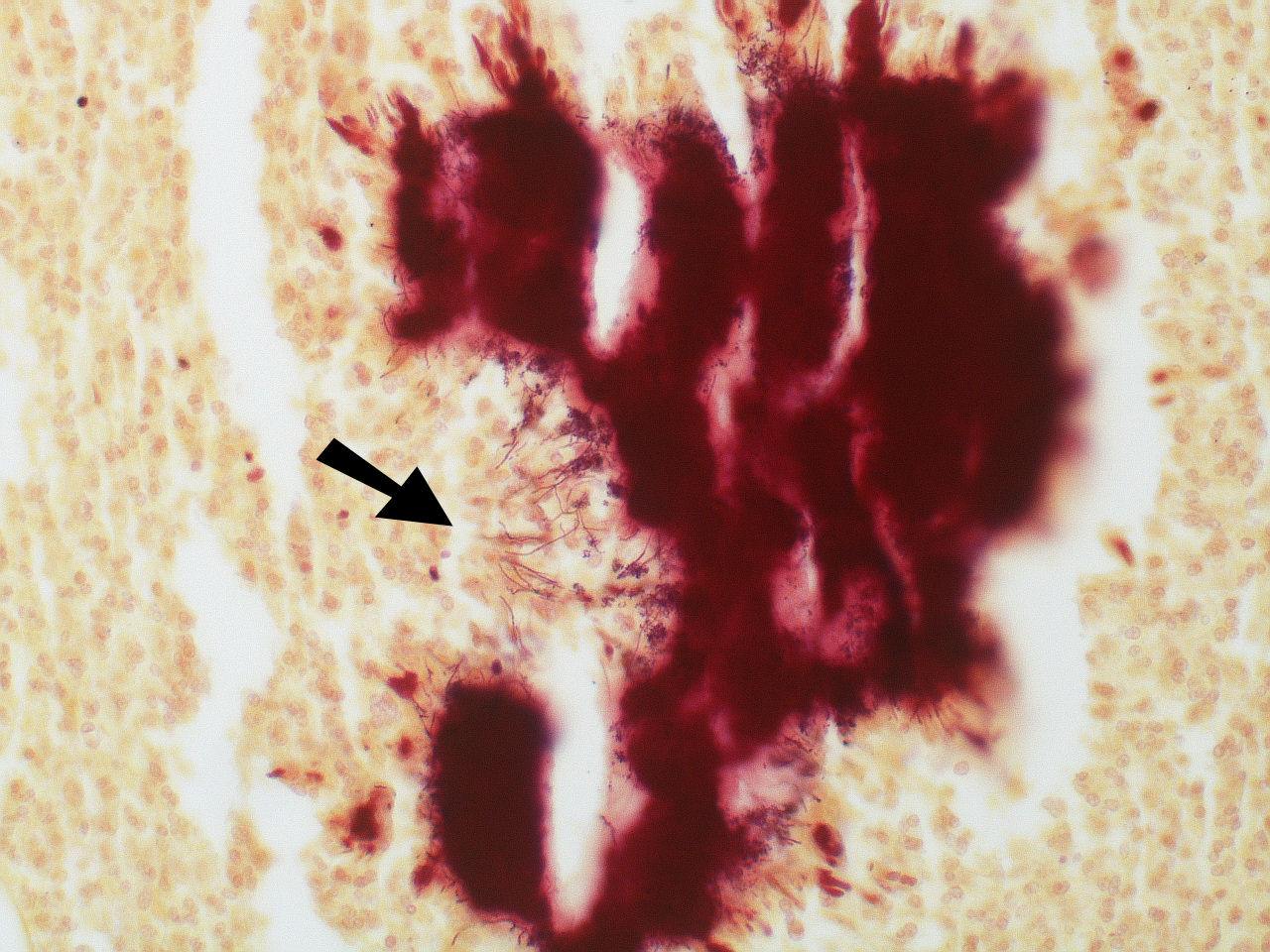
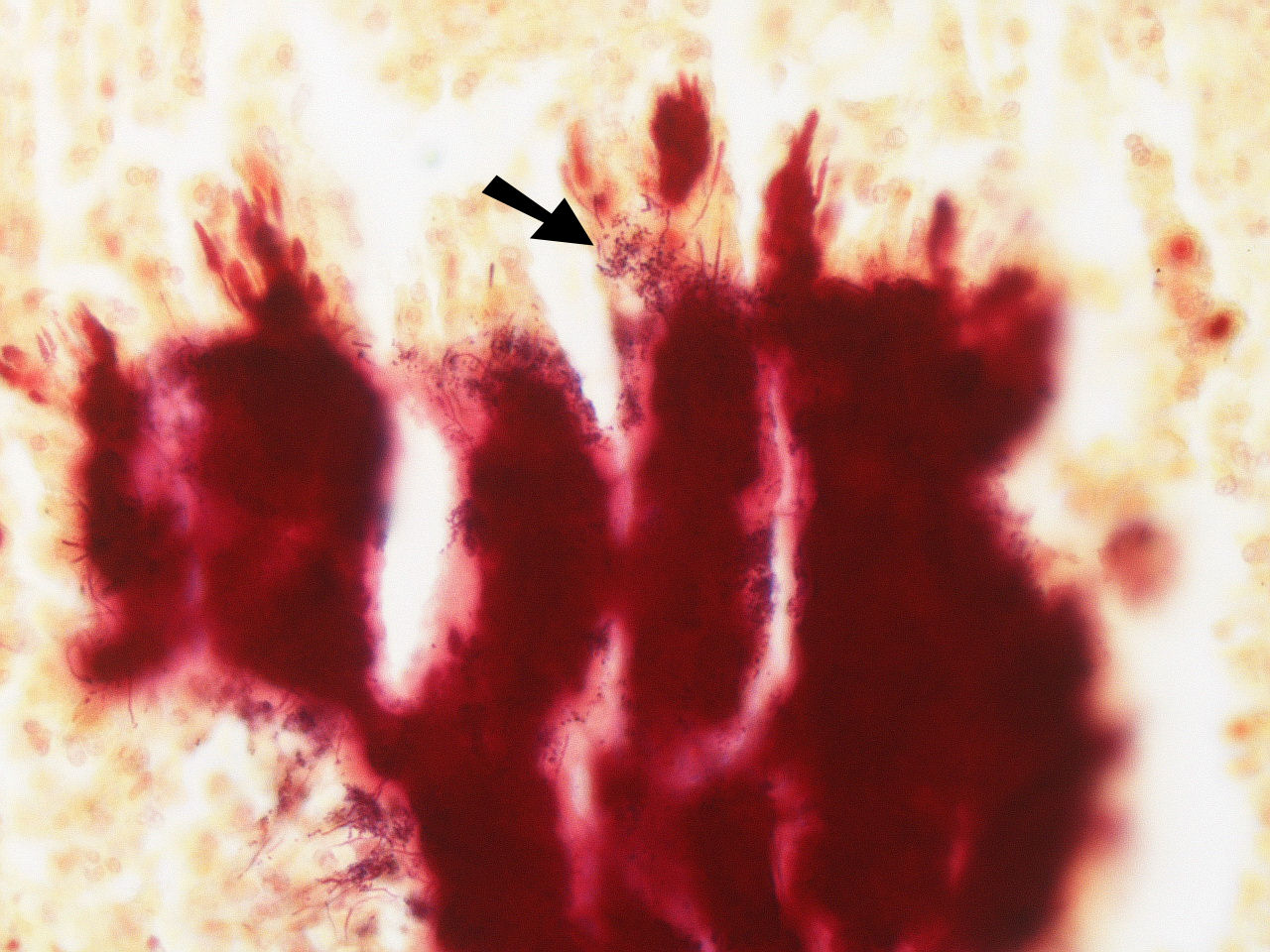
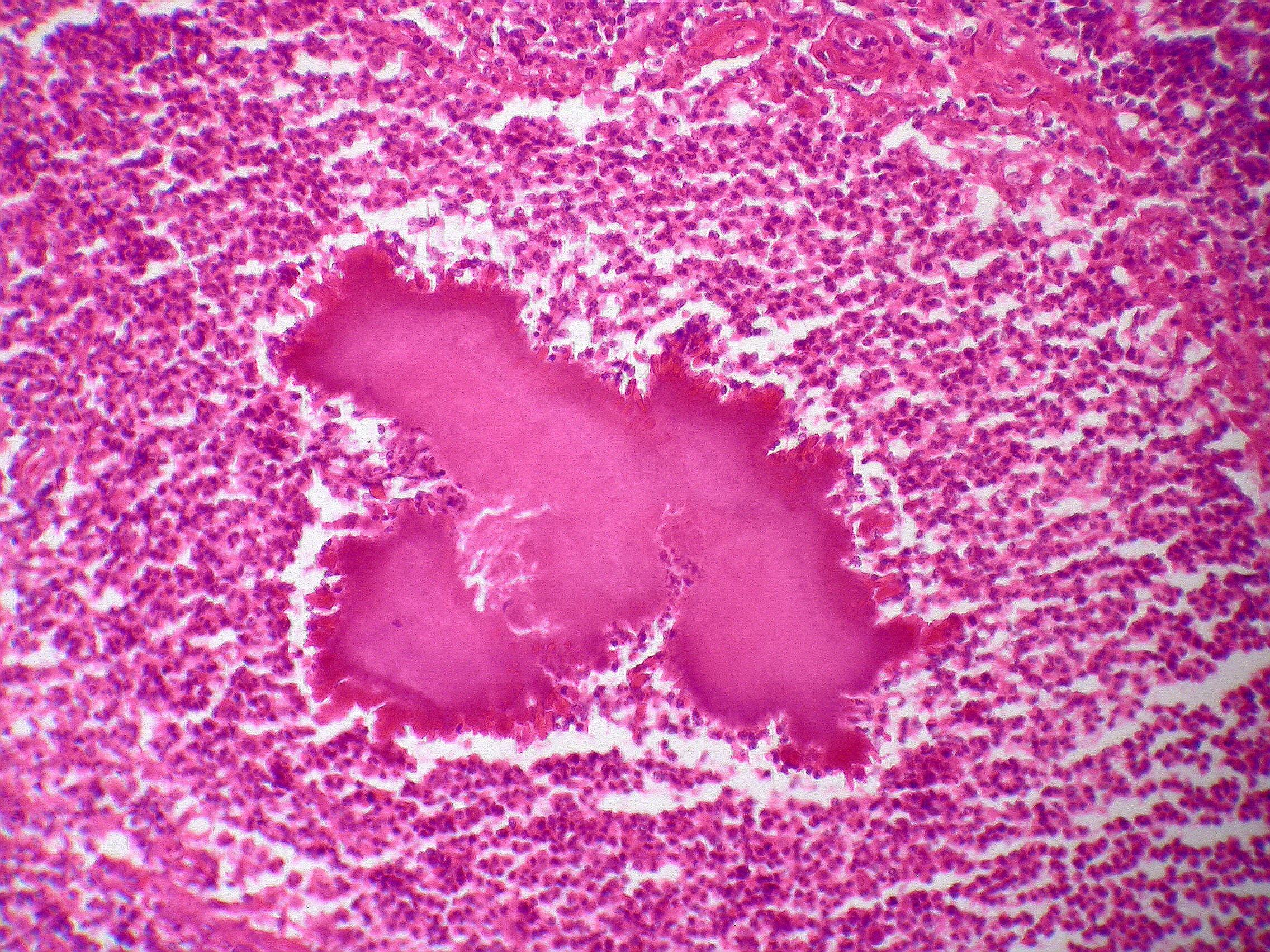